# Lena Lindewall
Lena Lindewall, född Lena Ulrika Lindevall 14 december 1955 i Sankt Görans församling, Stockholm, är en svensk skådespelare.

## Filmografi
- 1981 – Djävla Robert – kvinna i kiosken[2]
- 1983 – Spanarna (TV-serie) – Hugos kompanjon
- 1984 – Polisen som vägrade ge upp (TV-serie) – mamman
- 1984 – Lykkeland (TV-serie) – ingeny
- 1986 – Don't Wait Up (TV-serie) – Inga
- 1988 – SOS – en segelsällskapsresa – tävlingsledare
- 1993–1995 – Snoken (TV-serie) – Christina Eriksson
- 2004 – Trekant (kortfilm) – Fayes mamma
- 2008 – Trekant (TV-film) – Fayes mamma